# Primera División 1928 (Costa Rica)
La Primera División costaricana del 1928, ottava edizione della massima serie del campionato costaricano di calcio, fu vinta dall'Alajuelense, alla sua prima affermazione.
Vi parteciparono quattro squadre mentre si ritirò il La Libertad dopo la partita giocata proprio contro l'Alajuelense.

## Avvenimenti
Nel 1928 si registrò, oltre al primo trionfo dell'Alajuelense, anche l'ultimo campionato della Juventud che si ritirò senza vincere, in due anni, nemmeno un incontro sul campo (le due precedenti vittorie contro la Gimnástica Espaňola erano state ottenute a tavolino).
La vittoria dei Rojinegros (rossoneri, dal colore delle maglie) fu una sorpresa in quanto precedentemente, solo nel 1923, la squadra aveva disputato un buon campionato e fu resa possibile da due giocatori che sono ancora considerati tra i più forti nel calcio costaricano: Alejandro Morera Soto e Salvador "Indio" Buroy.
All'inizio si iscrissero al torneo cinque squadre ma, come già detto, il La Libertad si ritirò dopo la prima partita; la causa fu un errore arbitrale giudicato dai libertos così grande da indurli a lasciare il torneo. Questo accadde nella partita contro l'Alajuelense: sul risultato di 1-1 i rossoneri segnarono un gol in posizione di fuorigioco; poiché l'arbitro non lo annullò dapprima la squadra si ritirò dal campo e poi dall'intero campionato
A rendere rotonda la vittoria dell'Alajuelense furono alcune goleade (come la vittoria per 8-0 sulla Juventud) e l'affermazione anche in Copa Argentor, un torneo disputato tra il 1928 e il 1929 in cui la squadra rossonera batté in finale l'Orión, un club che all'epoca militava in seconda divisione ma che sarebbe diventato in futuro uno dei più importanti della Costa Rica e del Centro America.
Non ci fu nessun pareggio nel corso del campionato.

## Classifica
|    | Classifica          | Pt | G | V | N | P | GF | GS |
| -- | ------------------- | -- | - | - | - | - | -- | -- |
| 1. | Alajuelense         | 10 | 6 | 5 | 0 | 1 | 17 | 9  |
| 2. | Gimnástica Espaňola | 8  | 6 | 4 | 0 | 2 | 9  | 13 |
| 3. | Herediano           | 6  | 6 | 3 | 0 | 3 | 23 | 9  |
| 4. | Juventud            | 0  | 6 | 0 | 0 | 6 | 5  | 23 |

## Squadra campione
- Alajuelense - Campione della Costa Rica 1928

### Rosa
- Jorge Solera
- Reinaldo Ulloa
- Alberto Porras
- Arturo Alfaro
- Carlos Bolaños
- Carlos Torres
- Alejandro Morera
- Salvador Soto
- Néstor López
- Aristides Fernández
- Franklin Mórux
- Fernando Rodríguez
- Francisco Solé
- Luis Molinari
- Leonel Ocampo
- Salvador Rímola
- Jorge Padilla
- Enrique Solera